# 김준성 (1952년)
김준성(金準成, 1952년 5월 5일 ~ )은 대한민국의 정치인, 기업인이다. 제49·50대 전라남도 영광군수이다.

## 생애
1980년 대 초 지하수 개발을 전문으로 하는 「심지개발」을 설립해 운영하다가 1992년 9월 법인인가를 받아 「심지건설㈜」를 설립하여 대표를 맡고 토공, 철근콘크리트, 석공, 상하수도공사, 지하수개발공사 등을 하는 건설회사를 운영하였다. 2000년에는 토목공사와 건축공사를 전문으로 하는 「심지종합건설㈜」를 설립해 대표이사를 지내왔다. 자녀는 1남 2녀가 있다.

## 범죄전력
- 업무상과실치사: 금고 2년, 집행유예 3년 - 1976년 1월 29일 선고[2]

### 토석채취업자로부터 6억여 원 뇌물수수
2014년 7월 전라남도 영광군수에 취임한 김준성은 자신이 소유한 영광군 관내 산지 4필지를 동서 B○○의 명의를 거친 전매를 가장, 토석채취업체 □□산업 대표인 C○○에게 매도하였다. 김준성은 해당 산지에 대해 부적정하게 토석채취허가를 내주거나 채취량변경허가를 내주고, 2014년 7월부터 2018년 3월까지 위 토석채취허가 및 각종 편의제공등에 대한 대가로 토석채취업자 C○○으로부터 총 5회에 걸쳐 합계 6억 6,200만 원의 뇌물을 수수하였다.(특정범죄가중처벌등에관한법률위반(뇌물))
김준성과 동서 B○○는 뇌물수수 사실을 감추기 위해 실제 가치 0원인 김준성 실소유 주식의 매매를 가장하거나 차명계좌를 이용하여 범죄수익을 은닉하였다.(범죄수익은닉의규제및처벌등에관한법률위반)
2022년 9월 13일 광주지방검찰청 반부패·강력수사부는 김준성을 특정범죄가중처벌등에관한법률위반(뇌물), 범죄수익은닉의규제및처벌등에관한법률위반 죄로 구속기소하였다.

## 경력
- 2006.07 ~ 2010.06: 제4대 전라남도 영광군의회 의원(초선, 가 선거구)
  - 제4대 전라남도 영광군의회 의장
- 심지종합건설 대표이사
- 2014.07 ~ 2022.06: 제49·50대 민선 6·7기 전라남도 영광군수(재선, 더불어민주당)

## 역대 선거 결과
|  | 23.02% |

|  | 54.72% |

|  | 85.02% |

|  | 48.87% |